# شوجي يامادا
شوجي يامادا (باليابانية: 山田 将司) (6 ديسمبر 1984 في أوساكا في اليابان – )؛ هو لاعب كرة قدم سابق كان يلعب كمهاجم.